# 中惠光城
中惠光城（日语：／ Nakae Mitsuki，3月19日—）是日本的女性歌手、聲優，Mausu Promotion所屬。

## 人物
埼玉縣出身，血型A型。

## 配音演出作品

### 電視動畫
2014年
- 偶像學園（女子、學生、老婆婆）
- JoJo的奇妙冒險（笑之花A）

2015年
- 偶像學園（水越亞里沙、女性、女性主持人、白井美紗子、白樺玲子、教師、女性播報員、母親、老婆婆）
- VENUS PROJECT -CLIMAX-（鶴卷蓮[1]）
- 學戰都市Asterisk（女性廣播）
- 噬神者（女性）

2016年
- 偶像學園（乘務員、老婆婆）
- 偶像學園STARS！（坂本有紗、助手、女性MC）
- 宇宙巡警露露子（語音導覽、小雪、播報員）
- 為美好的世界獻上祝福！（女性B、町人B、冒險者、受付娘）
- 鬼牌遊戲（藝者）
- TRICKSTER -來自江戶川亂步「少年探偵團」-（日语：TRICKSTER_-江戸川乱歩「少年探偵団」より-）（北條慶）
- 鋼鐵交響樂（椿[2]）
- 戰鬥陀螺 爆烈世代（風間忍）

2017年
- TRICKSTER -來自江戶川亂步「少年探偵團」-（井出彌生）
- Hand Shakers（女性、女學生）
- 為美好的世界獻上祝福！2（女僕）
- 王室教師海涅（侍女）
- 活擊 刀劍亂舞
- 18if（女子B、睦美）
- 地獄少女 宵伽（佐佐木惠）
- 十二大戰（女性朋友B）
- 此花綺譚（母、眷屬4）
- 動畫同好會（會場工作人員、網球社成員、田徑社成員）
- 我的女友是個過度認真的處女bitch（飼育員大姐姐）

2018年
- 偶像活動Friends！（MC）
- 妖怪旅館營業中（春日、櫃台小姐、母親、女孩子、江坂笑美里、歌迷）

2019年
- BanG Dream! 2nd Season（工作人員）
- 鬼滅之刃（阿矢的嫂子）
- 消滅都市（由美子〈調查員〉[3]）
- Given（椿）

2020年
- 隱瞞之事（女性A）
- Lapis Re:LiGHTs（教師）
- 王之襲擊：意志的繼承者（史嘉蕾[4]）
- 全員惡玉（職員、通信、警備機器人、處刑科）

2021年
- 偶像學園Planet！（觀眾）
- Fairy蘭丸（客人）
- 我們的重製人生
- 狂熱深淵 迷失的孩子（面試官）
- BUILD DIVIDE -#000000（偵察鏡AI、AI聲音）

2022年
- BUILD DIVIDE -#FFFFFF（公告）

2023年
- 物之古物奇譚（教師）
- 轉生貴族的異世界冒險錄～不知自重的眾神使徒～（玫莉涅）
- 為美好的世界獻上祝爆焰！（冒險者）
- 放學後失眠的你（母親）

2024年
- 蠟筆小新（派對客人F）
- 月刊妄想科學（飼主、粉絲、男性）
- 為美好的世界獻上祝福！3（冒險者）

2025年
- 結緣甘神神社（花蓮的母親）
- 妖怪旅館營業中 貳（春日[5]）

### OVA
2014年
- 小鎮有你（女高中生）

### 劇場版動畫
2014年
- 劇場版 偶像學園（記者）

2015年
- Wake Up, Girls! 青春之影（講師B）

2020年
- 劇場版 鬼滅之刃 無限列車篇（乘客）

### 遊戲
2014年
- 御城Project（坂戶城、新府城、矢留之城）
- 劍之街的異鄉人（日语：剣の街の異邦人）（萊涅莉亞·蒂絲琳）
- 消滅都市（研究者）
- 東京新世錄 深淵行動（日语：東京新世録_オペレーションアビス）（姆拉）

2015年
- 犯罪少女2（日语：クリミナルガールズ2）（莉莉）
- 絕對迎擊戰爭（日语：絶対迎撃ウォーズ）（光知[6]）
- Diss World（拉米、碧姬）
- 東京新世錄 巴別行動（姆拉）
- 聖火降魔錄if（絹）
- RAY GIGANT（日语：レイギガント）（庫庫爾坎[7]）

2016年
- 問答RPG 魔法使與黑貓維茲（伊芙·佛克羅爾）
- 白貓Project（西瓜[8]）
- 快打旋風V（阿普里勒）
- NOeSIS02-羽化-（求聞持空子[9]）

2017年
- 天華百劍-斬-（天光丸）

2021年
- 聖火降魔錄 英雄雲集（塔妮絲）

2024年
- 無期迷途（柯琳）
- 聖女不死心 ～不受歡迎形單影隻的死靈法師轉生成為聖女，努力結交新的朋友～（芙勞拉·萊特[10]、埃梅勞達斯·索拉雷）

## 音樂作品

### 自助出版

#### 單曲
| 枚   | 發售日期       | 標題                           | 規格     |
| ---- | -------------- | ------------------------------ | -------- |
| 1st  | 2007年4月29日  | 季ノ唄                         | 數位發行 |
| 2nd  | 2009年8月15日  | 華唄                           |          |
| 3rd  | 2011年10月30日 | 金平糖ロマネスク               | 數位發行 |
| 4th  | 2012年10月28日 | 古書ノスタルジヰ堂             | 數位發行 |
| 5th  | 2013年4月29日  | たれたれ☆たれらいふ            | 數位發行 |
| 6th  | 2013年10月27日 | Last Volume                    |          |
| 7th  | 2015年10月25日 | マチガミ少女                   |          |
| 8th  | 2015年10月25日 | Halloween Night Parade         |          |
| 9th  | 2016年4月24日  | ASTRO=PHERE                    |          |
| 10th | 2016年8月14日  | ASTRO=HOPE                     |          |
| 11th | 2017年4月30日  | 刀心幻戯 序                    |          |
| 12th | 2021年4月25日  | 花標本乙女 -Herbarium Maiden-  |          |
| 13th | 2021年10月31日 | 花標本乙女Ⅱ -Herbarium Maiden- |          |
| 14th | 2022年4月24日  | 花標本乙女Ⅲ -Herbarium Maiden- |          |

#### 個人專輯
| 枚   | 發售日期       | 標題                 | 規格     |
| ---- | -------------- | -------------------- | -------- |
| 1st  | 2007年10月8日  | 童怪奇譚             | 數位發行 |
| 2nd  | 2008年8月16日  | 機械仕掛浪漫         | 數位發行 |
| 3rd  | 2008年12月29日 | Arco-Iris            | 數位發行 |
| 4th  | 2010年5月5日   | 謎掛閑店             | 數位發行 |
| 5th  | 2011年5月1日   | 喫茶りどる           | 數位發行 |
| 6th  | 2012年8月11日  | Cielo Azul           |          |
| 7th  | 2013年8月12日  | 童妖奇譚             |          |
| 8th  | 2013年12月31日 | ノクトメモリア       | 數位發行 |
| 9th  | 2014年8月17日  | 金平糖レトロチカ     |          |
| 10th | 2014年12月30日 | 謎掛アリス           |          |
| 11th | 2015年12月31日 | カレイドパレヱド     |          |
| 12th | 2017年8月11日  | 刀心幻戯             |          |
| 13th | 2017年10月29日 | 刀心幻戯 憶          |          |
| 14th | 2018年4月29日  | ASTRO=GRAPH          |          |
| 15th | 2018年8月10日  | ASTRO=FILMS          |          |
| 16th | 2018年10月28日 | ASTRO=SIGN           |          |
| 17th | 2019年4月28日  | ノクトメモリア Vol.2 |          |
| 18th | 2019年8月12日  | ASTRO=CHORD          |          |
| 19th | 2019年10月27日 | KIRMES               |          |
| 20th | 2020年10月25日 | ノクトメモリア Vol.3 |          |

#### 主要專輯
| 枚  | 發售日期      | 標題                                       |
| --- | ------------- | ------------------------------------------ |
| 1st | 2016年7月29日 | STELLA －ステラ－                          |
| 2nd | 2018年2月14日 | SPiNEL -Mitsuki Nakae Works Best Album     |
| 3rd | 2020年2月12日 | EPiDOTE -Mitsuki Nakae Works Best Album-   |
| 4th | 2022年2月23日 | SELENiTE -Mitsuki Nakae Works Best Album-  |
| 5th | 2022年2月23日 | RHODONiTE -Mitsuki Nakae Works Best Album- |

### 商業搭配
| 樂曲                    | 標題                                                    |        |        |        |
| 2009年                  | 2009年                                                  | 2009年 | 2009年 | 2009年 |
| ----------------------- | ------------------------------------------------------- | ------ | ------ | ------ |
| Marginality             | 遊戲「夜明前的琉璃色 -Moonlight Cradle-」插入歌         |        |        |        |
| 2011年                  |                                                         |        |        |        |
| Sadistic Emotion        | 遊戲「魔界戰記4 風花＆迪絲可篇」據點曲                  |        |        |        |
| 2012年                  |                                                         |        |        |        |
| ？                      | 遊戲「屋頂上的百合靈」BGM和聲                           |        |        |        |
| さよならのコトバ        | 遊戲「初戀1/1」真加邊碧形像歌                           |        |        |        |
| 放課後オレンジ          | OVA「Moe Can Change!」ED                                |        |        |        |
| Pure Love, True Love    | 遊戲「LOVELY QUEST」OP                                  |        |        |        |
| 恋色の花咲く頃          | 遊戲「花色溫泉鄉」OP                                    |        |        |        |
| 2013年                  |                                                         |        |        |        |
| なつのおくりもの        | 遊戲「夏雲飄飄」OP                                      |        |        |        |
| 夏を送る者              | 遊戲「夏雲飄飄」ED                                      |        |        |        |
| 2014年                  |                                                         |        |        |        |
| Dreaming Sheep          | 遊戲「大圖書館的牧羊人 -Dreaming Sheep-」OP             |        |        |        |
| ひつじ雲の空に          | 遊戲「大圖書館的牧羊人 -Dreaming Sheep-」ED             |        |        |        |
| On my Sheep             | 電視動畫「大圖書館的牧羊人」OP                          |        |        |        |
| カレイドスコープ        | 遊戲「神影萬花鏡」OP                                    |        |        |        |
| 2015年                  |                                                         |        |        |        |
| Believe Again           | 遊戲「魔壞神兆力翁」ED                                  |        |        |        |
| Unreal Color            | 遊戲「巫術丑角」OP1                                     |        |        |        |
| Thaw Song               | 遊戲「巫術丑角」ED                                      |        |        |        |
| 2016年                  |                                                         |        |        |        |
| レイル・ロマネスク      | 遊戲「愛上火車」OP                                      |        |        |        |
| 空蝉ノ嘘                | 遊戲「NOeSIS～吐露謊言的記憶物語～」ED                  |        |        |        |
| Let there be light      | 遊戲「花之天使的夏日戀歌」ED                            |        |        |        |
| ユニソフィア ウィッシュ | 遊戲「聯合韻律四重奏A3-DAYS-」OP                        |        |        |        |
| 桃花染に咲いて          | 遊戲「千之刃濤、桃花染之皇姬」OP                        |        |        |        |
| 2019年                  |                                                         |        |        |        |
| Alchemia                | 遊戲「奈爾克與傳說之鍊金術士們 ～新大地之鍊金工房～」OP |        |        |        |

## 外部連結
- 事務所的公開簡歷（页面存档备份，存于）
- ABSOLUTE CASTAWAY（页面存档备份，存于）（中惠光城的官方網站）
- 少女病（少女病的官方網站）
- 中恵光城のひみつきち。（页面存档备份，存于）（中惠光城的部落格）
- 中惠光城的X（前Twitter）
- YouTube上的中惠光城頻道（日語）